# Andy Summers
Andrew James Somers (Poulton-le-Fylde, 31 de dezembro de 1942), mais conhecido como Andy Summers, é um compositor e guitarrista inglês, célebre por seu trabalho com os grupos The Police e Eric Burdon & The Animals.
Foi considerado o 85º melhor guitarrista de todos os tempos pela revista norte-americana Rolling Stone.
Summers gravou álbuns solo, colaborou com outros músicos, compôs trilhas sonoras de filmes e exibiu suas fotografias em galerias.
Entrou para o Rock and Roll Hall of Fame como membro do Police em 2003.

## Carreira
Andy passou a maior parte de sua infância em Bournemouth, no condado de Dorset. Summers tocava piano quando criança, e mais tarde  o violão na adolescência. Por dezesseis anos, tocou em clubes locais. Alguns anos mais tarde, foi para Londres com seu amigo Zoot Money.
Depois de morar em Los Angeles por vários anos, Summers voltou a Londres. Lá, gravou e excursionou com uma série de músicos, incluindo Kevin Coyne, Neil Sedaka e Jon Lord. Tocou em uma versão de The Animals, com o então amigo Eric Burdon, e com o Soft Machine, de Kevin Ayers.
Em 1977, Summers se juntou à banda Estrôncio 90, juntamente com os futuros colegas de banda The Police, Sting e Stewart Copeland. Só chegou ao sucesso em 1978, aos 36 anos de idade, ao lado de dois músicos dez anos mais jovens, seus companheiros no Police.
Andy também é fotógrafo. Desde a época do The Police, Summers já carregava sua câmera em todas as turnês. Publicou três livros com suas fotos – o primeiro, Throb, lançado em 1983, ano em que o grupo se desfez.
Em 2006, lança sua autobiografia “One Train Later”, que conta sua história até quando da separação do Police, em 1983.
Em 2012, iniciou uma parceria com a cantora Fernanda Takai. Como produtor, Andy foi responsável pelo terceiro disco da cantora, Fundamental, lançado em 2012.
Em 2015, inaugurou a Galeria Leica, em São Paulo, com sua exposição Del Mondo, com imagens em preto e branco que ele registrou em viagens ao redor do mundo, sendo 42 fotos feitas entre 1978 e 2014.
Em 2017, forma o projeto "Call The Police", com Rodrigo Santos na voz e baixo e João Barone na bateria, que faz turnês esporádicas pelo Brasil e América Latina.
Entre 2016 e 2021, lançam uma trilogia de álbuns: Metal Dog (2016), Triboluminescence (2017) e Harmonics Of The Night (2021).
Em agosto de 2021, lança o livro de ficção “Fretted and Moaning”, primeira publicação sua no formato.

## Discografia

### Álbuns solo
- XYZ (MCA, 1987)
- Mysterious Barricades (Private Music, 1988)
- The Golden Wire (Private, 1989)
- Charming Snakes (Private, 1990)
- World Gone Strange (Private, 1991)
- Synaesthesia (CMP, 1995)
- The Last Dance of Mr. X (BMG/RCA Victor, 1997)
- Green Chimneys: The Music of Thelonious Monk (BMG Classics/RCA Victor, 1999)
- Peggy's Blue Skylight (BMG Classics/RCA Victor, 2000)
- Earth + Sky (Golden Wire, 2003)
- Metal Dog (Flickering Shadow, 2015)
- Triboluminescence (Flickering Shadow, 2017)
- Harmonics Of The Night (Andy Summers Music / Cargo Records, 2021)

### Colaborações
- I Advance Masked com Robert Fripp (A&M, 1982)
- Bewitched com Robert Fripp (A&M, 1984)
- Invisible Threads com John Etheridge (Mesa, 1993)
- Strings of Desire com Victor Biglione (R.A.R.E., 1998)
- Splendid Brazil com Victor Biglione (R.A.R.E., 2005)
- First You Build a Cloud com Ben Verdery (R.A.R.E., 2007)
- Fundamental com Fernanda Takai (2012)
- Circus Hero com Rob Giles as Circa Zero (429 Records, 2014)

### Trilhas sonoras de filmes
- The Wild Life (MCA, 1984)
- 2010 (A&M, 1984)
- Band of the Hand (1985)
- Down and Out in Beverly Hills (MCA, 1986)
- The Craft (Columbia, 1996)

### Singles
- "Parade"/"Train" with Robert Fripp (1984)
- "2010"/"To Hal and Back" (1984)
- "Love is the Strangest Way"/"Nowhere" (1987)

### Como membro da banda

#### Com oThe Police
- Outlandos d'Amour (1978)
- Reggatta de Blanc (1979)
- Zenyatta Mondatta (1980)
- Ghost in the Machine (1981)
- Brimstone and Treacle (1982)
- Synchronicity (1983)
- Every Breath You Take: The Singles (1986)
- Message in a Box: The Complete Recordings (1993)
- Live! (1995)
- The Police (2007)
- Certifiable: Live in Buenos Aires (2008)
- Every Move You Make: The Studio Recordings (2019)

#### ComEric Burdon and the Animals
- Love Is (1968)

#### ComKevin Ayers
- First Show in the Appearance Business (1996)
- Too Old to Die Young (1998)
- Yes We Have No Mananas, So Get Your Mananas Today (EMI/Harvest, 2009)

#### ComKevin Coyne
- Matching Head and Feet (Virgin, 1975)
- Heartburn (Virgin, 1976)
- In Living Black and White (Virgin, 1976)
- Sign of the Times (Virgin, 1994)
- On Air (Tradition & Moderne, 2008)

#### ComDantalian's Chariot
- Chariot Rising (Wooden Hill, 1996)

#### ComEberhard Schoener
- The Book (Ariola 1977)
- Trance-Formation (Harvest/EMI Electrola 1977)
- Video-Flashback (Harvest, 1979)
- Video Magic (Harvest, 1978)

#### Com Strontium 90
- Police Academy (Pangaea, 1997)

#### ComZoot Money's Big Roll Band
- It Should Have Been Me (1965)
- Zoot! (Columbia, 1966)
- Transition (1968)
- Were You There? (Indigo, 1999)
- Fully Clothed & Naked (Indigo, 2000)

### Como convidado
- Joan Armatrading, Back to the Night (A&M, 1975)
- Manuel Barrueco, Nylon & Steel (Angel, 2001)
- David Bedford, The Odyssey (Virgin, 1976)
- Gregg Bissonette, Gregg Bissonette (Mascot, 1998)
- Toni Childs, House of Hope (A&M, 1991)
- Deeyah Khan, Ataraxis (Heilo, 2007)
- Jo Jo Laine, Dancin' Man (Polydor, 1980)
- Jon Lord, Sarabande, (Purple, 1976)
- Juicy Lucy, Blue Thunder (Outer Music, 1996)
- Roberto Menescal, Bossa Nova Meets the Beatles (Deck/Jingle Bells 2017)
- Anthony Moore, Out (Virgin, 1976)
- Paolo Rustichelli, Capri/Mystic Jazz (Verve Forecast, 1991)
- Neil Sedaka, Live at the Royal Festival Hall (Polydor, 1974)
- Michael Shrieve, Stiletto (Novus/RCA/BMG, 1989)
- Carly Simon, Hello Big Man (Warner Bros., 1983)
- Sting, ...Nothing Like the Sun (A&M, 1987)
- Andrew York, Centerpeace (2010)[17]
- Vários artistas, Twang!: A Tribute to Hank Marvin & the Shadows (Pangaea, 1996)
- Vários artistas, Outlandos D'Americas: Tributo A Police (A Tribute to the Police) (1998)
- Vários artistas, As Long As You're Living Yours: The Music of Keith Jarrett (BMG Funhouse/RCA 2000)